# Massmedia (musikgrupp)
Massmedia var ett klassiskt punkband från Sundsvall som spelade in sin första EP under julen 1978 på Torkhold, ett skyddsrum under Västermalms gymnasium, som också användes för de första punkkonserterna i Sundsvall.
I februari 1979 släppte de sin första skiva på egen hand under den egna etiketten Massproduktion. Den hade trycks i 492 numrerade exemplar och anses numera vara ett samlarobjekt.
Redan innan deras första EP släpptes hade de hunnit spela in den klassiska singeln "Das Jazz/Jag vill inget" som släpptes i juni 1979. Den var inspelad i replokalen på GA-skolan i Sundsvall med Jan Zachrisson från Diestinct som visste lite om inspelningsteknik.

## Diskografi
- "Massmedia", EP, 1979
- "Das Jazz", singel, 1979
- "Sista ackordet", LP, 1980
- "Ingen hets", EP, 1980

### Samlingar
- "Sundsvallspunk Vol. 1", 1979
- "Andra Bränder", 1981
- "Killed By 7 Inch", 1996
- "Vägra Raggarna Benzin - Punk Från Provinserna 78-82 Vol. I", 1998
- "Punksvall 1979-80", 2003
- "Svenska punkklassiker", 2003
- "Bloodstains Across Sweden #3", 1998
- "Bloodstains Across Sweden"